# شهرستان پنوب‌اسکات (مین)
شهرستان پنوب‌اسکات در ایالت مین واقع است. در سرشماری سال ۲۰۱۰ ایالات متحده، جمعیت این شهرستان ۱۵۳۹۲۳ نفر بود. مرکز این شهرستان، شهر بنگر است. این شهرستان در سال ۱۵ فوریه ۱۸۱۶ به عنوان بخشی از شهرستان هنکاک بنیان‌گذاری شد.
شهرت شهرستان پنوب‌اسکات به خاطر سریال منطقه مرده است، که بین سال‌های ۲۰۰۲ تا ۲۰۰۷ پخش می شد.